# Лазівська сільська рада (Воловецький район)
| Лазівська сільська рада — колишній орган місцевого самоврядування у Воловецькому районі Закарпатської області з адміністративним центром у с. Лази. Сільській раді підпорядковані населені пункти: - с. Лази |

## Склад ради
Рада складалася з 16 депутатів та голови.

## Керівний склад сільської ради
| ПІБ                     | Основні відомості                                                                | Дата обрання | Дата звільнення |
| ----------------------- | -------------------------------------------------------------------------------- | ------------ | --------------- |
| Понзель Федір Іванович  | Сільський голова, 1947 року народження, освіта, безпартійний                     | 26.03.2006   | 31.10.2010      |
| Мадяр Віктор Михайлович | Сільський голова, 1968 року народження, освіта середня спеціальна, безпартійний. | 31.10.2010   |                 |

Примітка: таблиця складена за даними джерела

## Населення
Згідно з переписом УРСР 1989 року чисельність наявного населення села становила 997 осіб, з яких 492 чоловіки та 505 жінок.
За переписом населення України 2001 року в селі мешкали 993 особи.

### Мова
Розподіл населення за рідною мовою за даними перепису 2001 року:
| Мова       | Відсоток |
| ---------- | -------- |
| українська | 99,61 %  |
| російська  | 0,39 %   |